# علوم مبتدئة

العلوم المبتدئة Protoscience هو مجموعة العلوم التي تظهر بأنها نتيجة تطبيق أولي وبدئي لمنهج علمي، بالاعتماد على معلومات مجمعة لتشكيل فرضيات hypothesis أساسية، لكن ما زال يكتنفها الشك بانها ليست قابلة للتكذيب تجريبيا أو ليست مدققة verified بعد، أي أنها لم يحصل لعيها إجماع من قبل المجتمع العلمي. نميز العلوم المبتدئة عن غيرها مما يدعى علوم كاذبة أو النظريات المشكوك بها بأن مجموع المعلومات والفرضيات والنظريات متماسكة فيها بحيث أنها مرشحة بقوة لتكون علما معتمدا موثق بأبحاث علمية قابلة للتكذيب والتدقيق والدقة.

## وصلات خارجية
- Protoscience Wikicity
- Questions to help distinguish a pseudoscience from a protoscience